# Grado (gramática)
El grado del adjetivo expresa la intensidad de la cualidad a la que el adjetivo hace referencia. También existe el grado del adverbio. Esta característica se da en prácticamente todas las lenguas del mundo. El grado puede ser
- Positivo, cuando expresa sólo la cualidad (ejemplos en español: guapo, feo, alto, bajo) y sobre este grado básico se expresan las posibilidades de comparativo y superlativo.
- Comparativo, si pone dos términos en relación de superioridad (en español: más, mayor... que, etc.), de igualdad si pone dos términos a un mismo nivel (en español: tan...como, etc.) o inferioridad (en español: menos, menor... que, etc.).
- Superlativo, si ofrece el mayor grado posible. Puede ser absoluto (en español: muy, -ísimo, etc.), o relativo (en español: el más ..., etc.)

También se da la modificación semántica de intensidad con un adverbio. Es función del sintagma adverbial: Lo dijo muy claramente, Lo dijo más claramente que otros.

## En latín
El latín tiene una inflexión específica de adjetivos en grados con dos formas:
- un comparativo en -ior (masculino-femenino) / -ius (neutral), que marca la superioridad, el grado promedio y el exceso: doctus "erudito" → doctior "más erudito, más erudito, demasiado erudito";
- un superlativo en -issimus (masculino), -issima (femenino), -issimum (neutro), con un valor superlativo relativo o superioridad absoluta: doctus "erudito" → doctissimus "el más erudito, muy erudito". La terminación -issimus se puede asimilar en ciertos adjetivos en -lis y -er: facilis "fácil" → facillimus, acer "agudo" → acerrimus.

Se hace la expresión del término de comparación:
- en comparación, por el caso ablativo (doctior Petro "más aprendido que Pedro") o una proposición subordinada introducida por quam (doctior quam Petrus "más erudito que Pedro");
- en el superlativo, por el caso genitivo (altissima arborum "el más alto de los árboles") o la preposición e, ex seguido por el ablativo (altissima ex arboribus "el más alto de los árboles").